# Từ Lộ (diễn viên)
Từ Lộ (giản thể: 徐璐, phồn thể: 徐璐, bính âm: Xú Lù; sinh ngày 28 tháng 12 năm 1994) là một nữ diễn viên và ca sĩ người Trung Quốc, tốt nghiệp Học viện nghệ thuật quân giải phóng nhân dân Trung Quốc.

## Sự nghiệp

### 2008–2011: Bước đầu sự nghiệp
Năm 2008, Từ Lộ được đạo diễn Lý Thiếu Hồng lựa chọn đóng vai Tiết Bảo Cầm trong phim Hồng Lâu Mộng, từ đó cô bắt đầu dấn thân vào con đường diễn viên điện ảnh và phim truyền hình. Tháng 9 năm 2011, cô đóng vai Tuyết Nịnh trong bộ phim Thánh Thiên Môn Khẩu.

### 2012–2017: Được chú ý và các giải thưởng
Tháng 3 năm 2012, cô cùng Tôn Lệ, Trần Kiến Bân và nhiều người hợp tác trong bộ phim cổ trang, tình cảm, cung đấu Chân Hoàn Truyện được cải biên từ tiểu thuyết cùng tên của nhà văn Lưu Liễm Tử, trong phim cô vài vai Chân Ngọc Nhiêu, một cô gái có vẻ ngoài nhanh nhẹn đáng yêu, tính cách khẳng khái dễ thương, sau khi bộ phim phát sóng cô cũng đã nhận được rất nhiều thành tích cùng danh tiếng tốt, cá nhân Từ Lộ cũng vì vậy mà bắt đầu ghi dấu ấn và bộc lộ tài năng trong lĩnh vực điện ảnh cùng truyền hình. Cùng năm, cô và Du Kiệt Kỳ, Lâu Nghệ Tiêu hợp tác diễn chính trong bộ phim tình cảm Con dâu hiện đại, cô vào vai một y tá ngây thơ tốt bụng.
Tháng 5 năm 2013, bộ phim Yêu giữa mùa xuân do cô hợp tác cùng Viên San San và Du Hạo Minh chính thức được phát sóng, trong phim cô diễn vai ca sĩ Kim Lộ Lộ, người bằng lòng với số phận của mình. Tháng 6, bộ phim cổ trang Đại Binh Tiểu Tướng do cô thủ vai Lễ Ngu được lên sóng.
Tháng 6 năm 2014, bộ phim thanh xuân vườn trường Mùa hè năm ấy do cô diễn chính cùng Nichkun, và Tưởng Kính Phu, Ngụy Đại Huân được phát sóng, trong phim cô vào vai một cô nàng tomboy La Mạn vô tư, lạc quan vui vẻ. Tháng 11, bộ phim hài cổ trang Kim Bài Hồng Nương do cô thủ vai chính chính thức lên sóng, trong phim cô là thiên kim của quan Tri phủ – Kim Linh Lung, tính tình thông minh cổ quái, biết văn biết võ. Tháng 12, cô đoạt giải nữ diễn viên xuất sắc nhất tại lễ trao giải iQiyi All-Star Carnival Night lần thứ tư.
Tháng 1 năm 2015, bộ phim đề tài thanh xuân Chỉ vì độc thân cô hợp tác diễn chính cùng Trịnh Nguyên Sướng và Uông Đông Thành chính thức được lên sóng trên kênh truyền hình Hồ Nam, trong phim cô vào vai một Khương Khả Tâm khoan dung tốt bụng. Tháng 3, bộ phim Màu của nước mắt do cô cùng Cổ Thanh, Trương Hiểu Long, Khâu Thắng Dực hợp tác được phát sóng, trong phim cô là một Tôn Giai Viên si tình vừa đáng yêu nhưng lại có chút đáng thương. Tháng 4, cô và Kiều Nhâm Lượng tạo thành một cặp cùng tham gia chương trình truyền hình dành cho cặp đôi trong Chúng ta yêu nhau đi mùa một.
Ngày 20 tháng 4 năm 2016, bộ phim cổ trang huyền huyễn Mặc Khách Hành chính thức bấm máy, Từ Lộ vào vai một cô gái tinh quái, độc y song toàn Bạch Manh Manh. Sau đó, bộ phim truyền hình Hành trình xuyên thời gian kỳ diệu cô hợp tác cùng Lâm Tâm Như và Cổ Nãi Lượng cũng được lên sóng trên kênh truyền hình Hồ Nam, trong phim cô vào vai một cô trợ lý của minh tinh, Tống Kiều Kiều vui tính đáng yêu. Cùng năm, cô còn tham gia quay bộ phim thanh xuân Tiệm cà phê hoàng tử, trong phim cô vào vai nhân viên của cửa tiệm – Cao Hưng. Ngày 12 tháng 5, cô tham gia Ước đi! Đại minh tinh chương trình truyền hình thực tế tương tác cùng các minh tinh và khán giả với tư cách khách mời. Ngày 11 tháng 11, bộ phim tình cảm Giảm Pháp Nhân Sinh do cô đóng chính chính thức được công chiếu, trong phim cô vào vai một cô nàng mập mạp Diêm Đan, hai ca khúc nhạc phim là "Ngôi Sao Sáng Nhất Bầu Trời Đêm" và "Không Sao Cả" đều được cô thể hiện, đây cũng là tác phẩm điện ảnh đầu tiên của cô.
Tháng 1 năm 2017, bộ phim đô thị tình cảm Không thể không yêu do cô đóng vai chính được phát sóng, trong phim cô là một cô gái bên ngoài mạnh mẽ bên trong mềm yếu Lâm Vi Linh. Ngày 21 tháng 7, bộ phim thanh xuân vườn trường Thiếu nữ lấp lánh do cô thủ vai chính chính thức lên sóng, trong phim Từ Lộ là một học sinh đàn dương cầm lớp 11 Trần Kinh, cũng nhờ vào vai diễn này mà cô đã nhận được giải thưởng nữ diễn viên xuất sắc nhất (tài năng mới châu Á) tại Liên hoan phim quốc tế Thượng Hải lần thứ 20, đồng thời cô còn được đề cử giải nữ diễn viên xuất sắc nhất và nữ diễn viên trẻ xuất sắc nhất tại China Movie Channel Media Awards lần thứ 12. Ngày 21 tháng 7, cô diễn chính trong một web drama đề tài phiêu lưu Ma Thổi Đèn: Mộ Hoàng Bì Tử. Ngày 21 tháng 11, bộ phim cổ trang ma huyễn Cửu Châu Hải Thượng Mục Vân Ký do cô đóng cùng Đậu Kiêu, Hoàng Hiên và Châu Nhất Vi chính thức phát sóng, trong phim Từ Lộ vào vai Hoàng hậu tương lai, vừa tài năng vừa thông minh – Tô Ngữ Ngưng.

### 2018–nay: Các vai diễn chính trong nhiều bộ phim
Ngày 28 tháng 6 năm 2018, bộ phim thanh xuân Những cánh chim lạc loài do cô đóng chính chính thức được bấm máy tại Tô Châu, trong phim cô vào vai học bá Tô Tiểu Mãn, xuất thân từ gia đình là phần tử trí thức. Tháng 10 cùng năm, bộ phim đề tài tốc độ Thanh xuân cực tốc cô hợp tác cùng Hàn Đông Quân được phát sóng. trong phim cô là một phóng viên sự kiện thể thao – Đường Đường. Ngày 26 tháng 10, cô đạt được giải thưởng phong cách tiên phong tại iFeng Fashion Choice Award.
Ngày 10 tháng 1 năm 2019, bộ phim truyền hình chiến tranh gián điệp Thiên Y Vô Phùng do cô cùng Tần Tuất Kiệt tham gia đóng chính được phát sóng. trong phim cô vào vai Quý Uyển. Cùng tháng, bộ phim Ivy Monsters cô đóng chung với Lý Trị Đình chính thức bấm máy, cô diễn vai Cố Niệm – một cô gái có tính cách đơn thuần. Tháng 3, bộ phim truyền hình tình cảm ngọt ngào Yêu phải bạn trai chòm sao Bắc Đẩu được phát sóng, trong phim cô vào vai một nhà sản xuất thuộc chòm sao Thủy – Văn Tố Tịch. Ngày 27 tháng 6, bộ phim cổ trang thần bí Trường An mười hai canh giờ do cô thủ vai Nghiêm Vũ Huyễn chính thức lên sóng. Ngày 28 tháng 12, cô đạt được giải thưởng nữ diễn viên đang lên của năm tại Golden Bud - The Fourth Network Film And Television Festival lần thứ 4.
Tháng 8 năm 2020, cô tham gia chương trình truyền hình Văn hóa Du lịch Chiết Giang Hoàn Hữu Thi Hòa Viễn Phương · Thi Họa Chiết Giang Thiên với tư cách khách mời. Ngày 28 tháng 9, bộ phim tình cảm tiên hiệp Nguyệt Ca Hành do cô đóng chính được bấm máy. Ngày 29 tháng 9, bộ phim đề tài chống dịch Cùng Nhau do cô đóng vai người cứu hộ lên sóng. Ngày 1 tháng 10, cô tham gia vào buổi nhạc hội Quốc Khánh Giang Sơn Như Họa của Đài Phát thanh và Truyền hình Trung ương Trung Quốc năm 2020, cô cùng Trần Đô Linh, Quách Tuấn Thần, Lý Hoành Nghị hợp xướng ca khúc "Thanh Xuân Mặc Sức Tưởng Tượng". Ngày 24 tháng 12, bộ phim đề tài gián điệp chiến tranh Phong Thanh do cô cùng Văn Vịnh San hợp tác diễn chính chính thức phát sóng, trong phim cô vào vai Cố Hiểu Mộng, thượng úy của sở cơ yếu.
Ngày 17 tháng 3 năm 2021, bộ phim truyền hình đô thị tình duyên Nếu em bình an đó mới là ngày đẹp trời do cô đóng chính được chính thức phát sóng, trong phim cô vào vai một người mẫu cá tính thoải mái, nhà thiết kế thời trang người Trung Quốc – Mạc Phi. Tháng 4, bộ phim hài kịch tình cảm Thời Gian Lương Thần Mỹ Cảnh do cô đóng chính cùng Lâm Nhất được lên sóng, trong phim cô là một cô ca sĩ đầy năng lượng – Lương Thần. Ngày 7 tháng 5, đĩa đơn "Nguyệt Quang Hạ Đích Âu Nội Tương" chính thức được phát hành.

## Danh sách phim

### Phim điện ảnh
| Năm  | Tựa đề              | Tựa đề tiếng Trung | Vai       | Ghi chú   |
| ---- | ------------------- | ------------------ | --------- | --------- |
| 2016 | Giảm pháp nhân sinh | 减法人生           | Diêm Đan  | Vai chính |
| 2017 | Thiếu nữ lấp lánh   | 闪光少女           | Trần Kinh | Vai chính |

### Phim truyền hình
| Năm  | Tựa đề                                 | Tựa đề tiếng Trung | Vai                    | Ghi chú   |
| ---- | -------------------------------------- | ------------------ | ---------------------- | --------- |
| 2010 | Hồng Lâu Mộng                          | 红楼梦             | Tiết Bảo Cầm (lúc nhỏ) | Vai phụ   |
| 2011 | Thánh Thiên Môn Khẩu                   | 圣天门口           | Tuyết Nịnh             | Vai phụ   |
| 2011 | Hậu Cung Chân Hoàn Truyện              | 后宫甄嬛传         | Chân Ngọc Nhiêu        | Vai phụ   |
| 2012 | Con dâu hiện đại                       | 摩登女婿           | Hồ Tiểu Nhã            | Vai chính |
| 2013 | Anh hùng lãng mạng thời nhà Đường      | 唐朝浪漫英雄       | Quỷ Chi Diện           | Vai phụ   |
| 2013 | Yêu giữa mùa xuân                      | 爱在春天           | Kim Lộ Lộ              | Vai phụ   |
| 2013 | Đại Binh tiểu tướng                    | 大兵小将           | Lễ Ngu                 | Vai phụ   |
| 2014 | Mùa hè năm ấy                          | 一又二分之一的夏天 | La Mạn                 | Vai chính |
| 2014 | Kim bài hồng nương                     | 金牌红娘           | Kim Linh Lung          | Vai chính |
| 2015 | Chỉ vì độc thân                        | 只因单身在一起     | Khương Khả Tâm         | Vai chính |
| 2015 | Lời nói dối của người vợ               | 妻子的謊言         | Tôn Giai Viên          | Vai phụ   |
| 2016 | Hành trình xuyên thời gian kỳ diệu     | 奇妙的时光之旅     | Tống Kiều Kiều         | Vai phụ   |
| 2017 | Không thể không yêu                    | 不得不爱           | Lâm Vi Linh            | Vai chính |
| 2017 | Ma Thổi Đèn: Mộ Hoàng Bì Tử            | 鬼吹灯之黄皮子坟   | Họa Mi                 | Vai chính |
| 2017 | Cửu Châu: Hải Thượng Mục Vân Ký        | 九州·海上牧云记    | Tô Ngữ Ngưng           | Vai phụ   |
| 2018 | Tiệm cà phê hoàng tử                   | 高兴遇见你         | Cao Hưng               | Vai chính |
| 2018 | Thanh xuân cực tốc                     | 极速青春           | Đường Đường            | Vai chính |
| 2019 | Thiên Y Vô Phùng                       | 天衣无缝           | Quý Uyển               | Vai chính |
| 2019 | Yêu phải bạn trai chòm sao Bắc Đẩu     | 爱上北斗星男友     | Văn Tố Tịch            | Vai chính |
| 2019 | Trường An 12 canh giờ                  | 长安十二时辰       | Nghiêm Vũ Huyễn        | Vai phụ   |
| 2020 | Cùng nhau                              | 在一起             | Châu Châu              | Vai chính |
| 2020 | Phong Thanh                            | 风声               | Cố Hiểu Mộng           | Vai chính |
| 2021 | Nếu em bình an đó mới là ngày đẹp trời | 若你安好便是晴天   | Mạc Phi                | Vai chính |
| 2021 | Thời Gian Lương Thần Mỹ Cảnh           | 良辰美景好时光     | Lương Thần             | Vai chính |
| 2021 | Những cánh chim lạc loài               | 飞鸟集             | Tô Tiểu Mãn            | Vai chính |
| 2022 | Các quý ông, mời đứng nghiêm           | 东八区的先生们     | Giáo viên              | Khách mời |
| 2022 | Bạn có an toàn                         | 你安全吗？         | Mộc Đồng               | Vai phụ   |
| 2022 | Women Walk the Line                    | 我们的当打之年     | Cốc Kiệu               | Vai chính |
| 2022 | Nguyệt Ca Hành                         | 月歌行             | Liễu Sao               | Vai chính |
| 2023 | Thiếu nữ lưu lạc giang hồ              | 少女闯江湖         | Hoắc Tính Thần         | Vai chính |
| 2023 | Nhân viên tài năng Đổng Đổng Ân        | 金牌客服董董恩     | Đổng Đổng Ân           | Vai chính |
| 2024 | Tiểu thư vượt mọi chông gai            | 披荆斩棘的大小姐   | Thẩm Đan Thanh         | Vai chính |
| 2024 | Châu Ngọc Tại Trắc                     | 珠玉在侧           | Đan Đan Đan            | Vai chính |
| TBA  | Vương công cuối cùng                   | 最后的王公         |                        |           |
| TBA  | Mặc Khách Hành                         | 墨客行             | Bạch Manh Manh         | Vai chính |
| TBA  | Ivy Monsters                           | 藤科动物也凶猛     | Cố Niệm                | Vai chính |
| TBA  | Tiên sinh xin chú ý                    | 先生们请立正       |                        | Khách mời |
| TBA  | Vũ Liệp                                | 羽猎               |                        |           |
| TBA  | Quảng Châu thập tam hành               | 广州十三行         | Vận Nương              | Vai phụ   |

### Chương trình truyền hình
| Năm  | Kênh          | Tên chương trình                                         | Tập/Số tập    | Ghi chú            |
| ---- | ------------- | -------------------------------------------------------- | ------------- | ------------------ |
| 2018 | Tencent Video | Hẹn hò đại minh tinh 2                                   | Tập 9         | Khách mời          |
| 2018 | Tencent Video | Tôi là một diễn viên 1                                   | Tập 2         | Khách mời          |
| 2019 | Youku         | Trump Card                                               | Tập 4         | Khách mời          |
| 2019 | Mango TV      | Meeting Mr. Right 2                                      | 12 tập        | Thành viên cố định |
| 2019 | Mango TV      | Happy Camp                                               | Tập ngày 9/11 | Khách mời          |
| 2019 | Mango TV      | Thiên Thiên Hướng Thượng                                 | Tập ngày 8/12 | Khách mời          |
| 2020 | iQiyi         | Hoàn Hữu Thi Hòa Viễn Phương · Thi Họa Chiết Giang Thiên | Tập 4         | Khách mời          |
| 2021 | Mango TV      | Mama! Mẹ thật sự rất đẹp                                 | —             | Thành viên cố định |
| 2023 | Tencent Video | Tín hiệu con tim mùa 6                                   | Tập 5,6,7,8   | Khách mời          |

## Giải thưởng và đề cử
| Năm  | Giải thưởng                                                                | Hạng mục                                                    | Tác phẩm đề cử                                                                    | Kết quả   |
| ---- | -------------------------------------------------------------------------- | ----------------------------------------------------------- | --------------------------------------------------------------------------------- | --------- |
| 2012 | Top Travel Ceremony                                                        | Blogger nổi tiếng thời thượng                               | —                                                                                 | Đoạt giải |
| 2015 | iQiyi All-Star Carnival Night lần thứ 4                                    | Nữ diễn viên xuất sắc nhất                                  | Mùa Hè Năm Ấy                                                                     | Đoạt giải |
| 2017 | Liên hoan phim quốc tế Thượng Hải lần thứ 20                               | Nữ diễn viên chính xuất sắc nhất (Giải Tài năng mới Châu Á) | Thiếu Nữ Lấp Lánh                                                                 | Đề cử     |
| 2017 | China Movie Channel Media Awards lần thứ 14                                | Nữ diễn viên xuất sắc nhất                                  | Thiếu Nữ Lấp Lánh                                                                 | —         |
| 2017 | China Movie Channel Media Awards lần thứ 14                                | Nữ diễn viên mới xuất sắc nhất                              | Thiếu Nữ Lấp Lánh                                                                 | Đoạt giải |
| 2017 | Chinese Young Generation Film Forum Awards lần thứ 12                      | Nữ diễn viên mới xuất sắc nhất                              | Thiếu Nữ Lấp Lánh                                                                 | Đề cử     |
| 2017 | Tencent Video Star Awards lần thứ 11                                       | Nữ diễn viên điện ảnh đột phá                               | Thiếu Nữ Lấp Lánh                                                                 | Đoạt giải |
| 2017 | Toutiao Awards                                                             | Ngôi sao năng động của năm                                  | —                                                                                 | Đoạt giải |
| 2017 | The Belt and Road International Fashion Week 2017: The Most Credible Award | Diễn viên trẻ có tầm ảnh hưởng                              | —                                                                                 | Đoạt giải |
| 2018 | China Screen Ranking                                                       | Nghệ sĩ mới của năm                                         | —                                                                                 | Đoạt giải |
| 2018 | China Film Director's Guild Awards lần thứ 9                               | Nữ diễn viên xuất sắc nhất                                  | Thiếu Nữ Lấp Lánh                                                                 | Đề cử     |
| 2018 | Hoa Đỉnh lần thứ 23                                                        | Nghệ sĩ mới xuất sắc nhất                                   | Thiếu Nữ Lấp Lánh                                                                 | Đề cử     |
| 2018 | Chinese American Film Festival lần thứ 14                                  | Nữ diễn viên mới xuất sắc nhất                              | Thiếu Nữ Lấp Lánh                                                                 | Đoạt giải |
| 2018 | InStyle Icon Awards                                                        | Biểu tượng được mong đợi nhất của năm                       | —                                                                                 | Đoạt giải |
| 2018 | iFeng Fashion Choice Awards                                                | Phong cách tiên phong                                       | —                                                                                 | Đoạt giải |
| 2019 | Giải Kim Cốt Đoá lần thứ 4                                                 | Nữ diễn viên xuất sắc nhất                                  | Thiên Y Vô Phùng, Yêu phải bạn trai chòm sao Bắc Đẩu, Trường An hười hai canh giờ | Đề cử     |
| 2019 | Giải Kim Cốt Đoá lần thứ 4                                                 | Nữ diễn viên đang lên của năm                               | Thiên Y Vô Phùng, Yêu phải bạn trai chòm sao Bắc Đẩu, Trường An hười hai canh giờ | Đoạt giải |